# Дунд-Нур
Дунд-Нур (калм. Дунд Нур) — лиман в Целинном районе Калмыкии. Расположен в балке Дунд-Нур на высоте 29 м над уровнем моря.
Относится к Западно-Каспийскому бассейновому округу.
Согласно приложению № 9 к Схеме комплексного использования и охраны водных объектов бессточных районов междуречья Терека, Дона и Волги площадь лимана составляет 0,36 км².

## Название
Гидроним калм. Дунд Нур имеет монгольское происхождение и переводится как среднее озеро (калм. Дунд — средний и калм. Нур — озеро). Название отражает расположение лимана посредине между лиманами Ар-Нур (Северное озеро) и Омн-Нур (Южное озеро).

## Рельеф, гидрология и климат
Лиман (так именуется бессточное понижение в степи, которое может быть постоянно или временно наполнено талыми или дождевыми водами) располагается на восточной окраине возвышенности Ергени, где та переходит в Прикаспийскую низменность, на днище одноимённой балки.
Берега лимана плоские, в рельефе чётко не выражены. Имеет продолговатую форму, и вытянут с запада на восток. Гидрологический режим озера естественно-антропогенный, так как выше (западнее) лимана сооружены две земляные плотины, предназначенные для перехвата и накопления часть стока, происходящего по балке; в настоящее время плотины не эксплуатируются.
Лиман расположен в зоне резко континентального, полупустынного климата. В условиях значительного испарения роль дождевых осадков, выпадающих на его поверхность, в водном режиме лимана не велика. Основным источником питания водоёма являются осадки, выпадающие в зимний период, которые собирает и транспортирует в лиман одноимённая балка.

## Хозяйственное значение
В летний меженный период используется в качестве сенокосного угодья.